# Itapúa

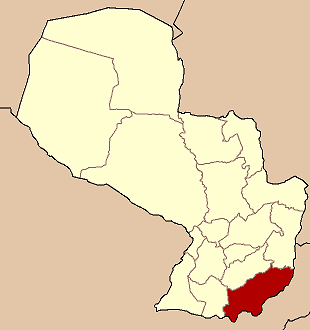
Departementets läge.

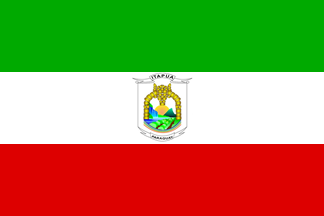
Departementets flagga.

Departementet Itapúa (Departamento de Itapúa) är ett av Paraguays 17 departement.

## Geografi
Itapúa har en yta på cirka 16 525 km² med cirka 460 000 invånare. Befolkningstätheten är 28 invånare/km². Departementet ligger i Región Oriental (Östra regionen).
Huvudorten är Encarnación med cirka 70 000 invånare.

## Förvaltning
Distriktet förvaltas av en Gobernador och har ordningsnummer 7, ISO 3166-2-koden är "PY-7".
Departementet är underdelad i 29 distritos (distrikt):
- Alto Verá
- Bella Vista
- Cambyretá
- Capitán Meza
- Capitán Miranda
- Carlos Antonio López
- Carmen del Paraná
- Coronel Bogado
- Edelira
- Encarnación
- Fram
- General Artigas
- General Delgado
- Hohenau
- Jesús
- Leandro Oviedo
- La Paz
- Mayor Otaño
- Natalio
- Nueva Alborada
- Obligado
- Pirapó
- San Cosme y Damián
- San Juan del Paraná
- San Pedro del Paraná
- San Rafael del Paraná
- Tomás Romero Pereira
- Trinidad
- Yatytay

Distrikten är sedan underdelade i municipios (kommuner).